# The London Group

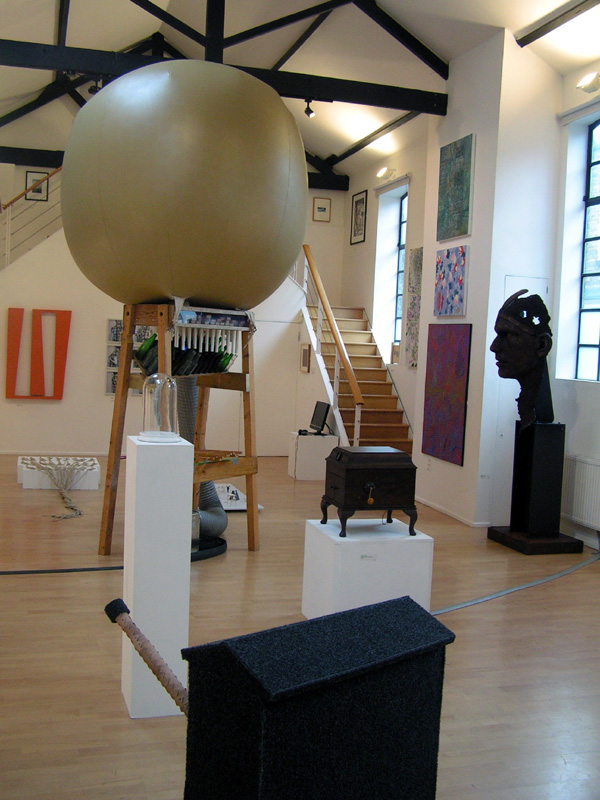
"The London Group Open exhibition 2011" presso "The Cello Factory", Londra.

Il London Group è un'associazione di artisti con sede a Londra, in Inghilterra, creato per offrire opportunità espositive agli artisti, sia facenti parte del gruppo che esterni, come alternativa alla Royal Academy of Arts.
Formatosi nel 1913, continua ad esistere ancora oggi con più di 80 membri, rappresentando una delle più antiche associazioni artistiche in tutto il mondo. La sua attività peculiare è sempre stata l'organizzazione di mostre aperte sia ai membri che ad artisti ospiti.

## Storia

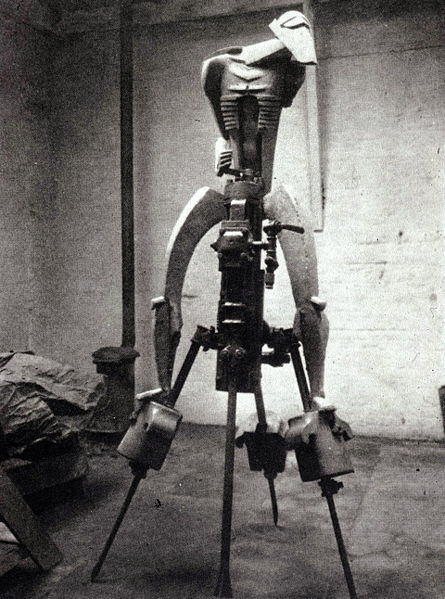
La scultura The Rock Drill di Jacob Epstein, 1913. Fu esposta per la prima volta nella mostra del London Group del marzo 1915. L'opera originale è andata purtroppo perduta.

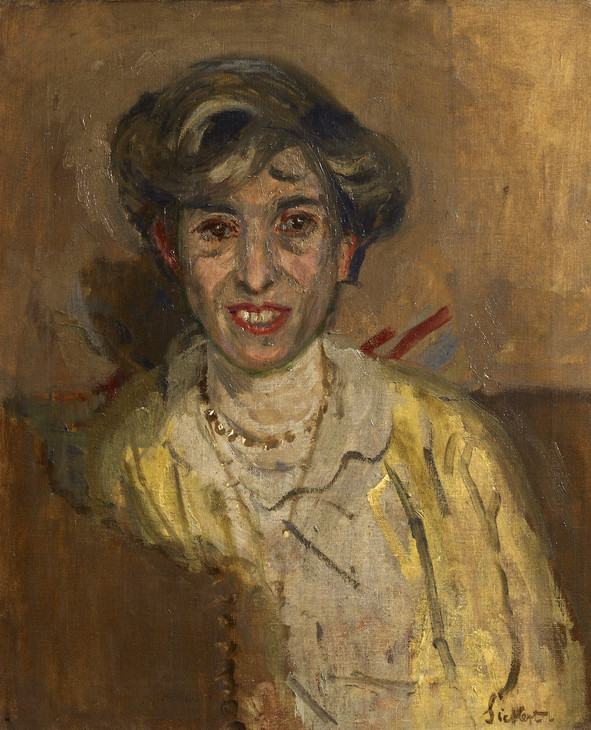
Walter Sickert, "Ritratto di Ethel Sands", 1914, Tate Gallery

Il London Group si formò a Londra nel 1913, quando gli artisti del Camden Town Group, un gruppo tutto maschile attivo a Londra dal 1911 al 1913, e del Fitzroy Street Group, altro gruppo attivo a Londra dal 1907 al 1913, si riunirono, inglobando alcuni Vorticisti inglesi e altri artisti indipendenti, al fine di sfidare il predominio della Royal Academy of Arts, che era diventata monotona e conservatrice.
Fra i soci fondatori c'erano l'artista e mecenate Ethel Sands, i pittori Walter Sickert e Wyndham Lewis, gli scultori Jacob Epstein e Henri Gaudier-Brzeska. Entrò ben presto a farne parte anche l'artista Marjorie Sherlock. Nel corso della sua storia il London Group ha sempre organizzato mostre aperte destinate a presentare, incoraggiare e sostenere artisti che lottavano per poter esporre i loro lavori e mostrarli in pubblico. Le mostre aperte venivano abbinate all'esposizione delle opere dei membri esistenti del gruppo e degli artisti ospiti.
Nel 1963 il London Group ha festeggiato i primi 50 anni di attività, organizzando la mostra “Uproar!”. La mostra mise in evidenza in modo particolare il ruolo rilevante svolto dalle donne nella composizione del gruppo.
Nel 2013 il London Group ha celebrato il suo 100º anniversario con eventi, sia storici che contemporanei. In particolare, dal 31 ottobre 2013 al 2 marzo 2014, è stata allestita, presso “The Ben Uri Gallery” a Londra, la mostra storica “Uproar! The first 50years of the London Group 1913-1963 at Ben Uri Gallery” (che ha riproposto i primi 50 anni del gruppo), mentre i membri attivi hanno organizzato, sempre a Londra, una mostra presso “The Cello Factory”.

## Organizzazione del gruppo
Nel London Group sono rappresentate tutte le forme d'arte. Il gruppo opera democraticamente, senza dogmi o stili ben definiti. Si è dotato di uno statuto scritto, di commissioni di lavoro e di un comitato di selezione. I suoi funzionari sono eletti annualmente,. Non esiste una sede espositiva permanente e gli artisti affittano lo spazio per le proprie mostre in varie gallerie a Londra. Il gruppo ha sempre avuto tra 80 e 100 componenti, che devono sottoscrivere una quota annuale atta a coprire il noleggio delle gallerie e le spese organizzative. Eventuali nuovi membri sono eletti in base alle nomine fatte dagli artisti già appartenenti al gruppo.